# 藿香薊屬
霍香薊屬（學名：Ageratum）是一個菊科之下的屬，約包含了40到60種熱帶美洲香草，一年生或多年生皆有。

## 種
- 藿香薊（Ageratum conyzoides）
- 熊耳草（Ageratum houstonianum），紫花藿香薊

栽培种
- Ageratum cv. Bermuda Cloud